# Championnat du monde de vitesse moto 1985
Navigation
Édition précédente Édition suivante
Le Championnat du monde de vitesse moto 1985 est la 37e saison de vitesse moto organisée par la FIM.

Ce championnat comporte douze courses de Grand Prix, pour quatre catégories : 500 cm3, 250 cm3, 125 cm3 et 80 cm3.

## Attribution des points
Les points du championnat sont attribués aux dix premiers de chaque course :
| Classement | 1  | 2  | 3  | 4 | 5 | 6 | 7 | 8 | 9 | 10 |
| ---------- | -- | -- | -- | - | - | - | - | - | - | -- |
| Points     | 15 | 12 | 10 | 8 | 6 | 5 | 4 | 3 | 2 | 1  |

## Grands Prix de la saison
| N° | Course                            | Lieu         | Vainqueur 80 cm³  | Vainqueur 125 cm³  | Vainqueur 250 cm³ | Vainqueur 500 cm³ | Résultat |
| -- | --------------------------------- | ------------ | ----------------- | ------------------ | ----------------- | ----------------- | -------- |
| 1  | Grand Prix d'Afrique du Sud       | Kyalami      |                   |                    | Freddie Spencer   | Eddie Lawson      | Résultat |
| 2  | Grand Prix d'Espagne              | Jarama       | Jorge Martínez    | Pier Paolo Bianchi | Carlos Lavado     | Freddie Spencer   | Résultat |
| 3  | Grand Prix d'Allemagne de l'Ouest | Hockenheim   | Stefan Dörflinger | August Auinger     | Martin Wimmer     | Christian Sarron  | Résultat |
| 4  | Grand Prix des Nations            | Mugello      | Jorge Martínez    | Pier Paolo Bianchi | Freddie Spencer   | Freddie Spencer   | Résultat |
| 5  | Grand Prix d'Autriche             | Salzburgring |                   | Fausto Gresini     | Freddie Spencer   | Freddie Spencer   | Résultat |
| 6  | Grand Prix de Yougoslavie         | Rijeka       | Stefan Dörflinger |                    | Freddie Spencer   | Eddie Lawson      | Résultat |
| 7  | Grand Prix des Pays-Bas           | Assen        | Gerd Kafka        | Pier Paolo Bianchi | Freddie Spencer   | Randy Mamola      | Résultat |
| 8  | Grand Prix de Belgique            | Spa          |                   | Fausto Gresini     | Freddie Spencer   | Freddie Spencer   | Résultat |
| 9  | Grand Prix de France              | Le Mans      | Ángel Nieto       | Ezio Gianola       | Freddie Spencer   | Freddie Spencer   | Résultat |
| 10 | Grand Prix de Grande-Bretagne     | Silverstone  |                   | August Auinger     | Anton Mang        | Freddie Spencer   | Résultat |
| 11 | Grand Prix de Suède               | Anderstorp   |                   | August Auinger     | Anton Mang        | Freddie Spencer   | Résultat |
| 12 | Grand Prix de Saint-Marin         | Misano       | Jorge Martínez    | Fausto Gresini     | Carlos Lavado     | Eddie Lawson      | Résultat |

## Résultats de la saison

### Championnat 1985 catégorie 500 cm³
| Clas. | Pilote             | N° | Pays        | Constructeur        | Points | Victoires |
| ----- | ------------------ | -- | ----------- | ------------------- | ------ | --------- |
| 1     | Freddie Spencer    | 4  | États-Unis  | Rothmans-Honda      | 141    | 7         |
| 2     | Eddie Lawson       | 1  | États-Unis  | Marlboro-Yamaha     | 133    | 3         |
| 3     | Christian Sarron   | 6  | France      | Gauloises-Yamaha    | 80     | 1         |
| 4     | Wayne Gardner      | 7  | Australie   | Rothmans-Honda      | 73     | 0         |
| 5     | Ron Haslam         | 5  | Royaume-Uni | Rothmans-Honda      | 73     | 0         |
| 6     | Randy Mamola       | 2  | États-Unis  | Rothmans-Honda      | 72     | 1         |
| 7     | Raymond Roche      | 3  | France      | Marlboro-Yamaha     | 50     | 0         |
| 8     | Didier de Radiguès | 9  | Belgique    | ELF-Honda           | 47     | 0         |
| 9     | Rob McElnea        | 19 | Royaume-Uni | Skoal Bandit-Suzuki | 20     | 0         |
| 10    | Boet van Dulmen    | 8  | Pays-Bas    | Toshiba-Honda       | 18     | 0         |

### Championnat 1985 catégorie 250 cm³
| Clas. | Pilote          | N° | Pays                 | Constructeur | Points | Victoires |
| ----- | --------------- | -- | -------------------- | ------------ | ------ | --------- |
| 1     | Freddie Spencer | 19 | États-Unis           | Honda        | 127    | 7         |
| 2     | Anton Mang      | 5  | Allemagne de l'Ouest | Honda        | 124    | 2         |
| 3     | Carlos Lavado   | 3  | Venezuela            | Yamaha       | 94     | 2         |
| 4     | Martin Wimmer   | 7  | Allemagne de l'Ouest | Yamaha       | 69     | 1         |
| 5     | Fausto Ricci    | 16 | Italie               | Honda        | 50     | 0         |
| 6     | Loris Reggiani  | 9  | Italie               | Aprilia      | 44     | 0         |
| 7     | Alan Carter     | 9  | Royaume-Uni          | Honda        | 32     | 0         |
| 8     | Manfred Herweh  | 2  | Allemagne de l'Ouest | Real-Rotax   | 31     | 0         |
| 9     | Reinhold Roth   |    | Allemagne de l'Ouest | Romer        | 29     | 0         |
| 10    | Jacques Cornu   | 6  | Suisse               | Honda        | 25     | 0         |

### Championnat 1985 catégorie 125 cm³
| Clas. | Pilote             | N° | Pays     | Constructeur | Points | Victoires |
| ----- | ------------------ | -- | -------- | ------------ | ------ | --------- |
| 1     | Fausto Gresini     | 3  | Italie   | Garelli      | 109    | 3         |
| 2     | Pier Paolo Bianchi |    | Italie   | MBA          | 99     | 3         |
| 3     | August Auinger     | 5  | Autriche | Monnet       | 78     | 3         |
| 4     | Ezio Gianola       |    | Italie   | Garelli      | 77     | 1         |
| 5     | Bruno Kneubühler   | 10 | Suisse   | LCR          | 58     | 0         |
| 6     | Domenico Brigaglia |    | Italie   | MBA          | 45     | 0         |
| 7     | Jean-Claude Selini |    | France   | MBA          | 36     | 0         |
| 8     | Jussi Hautaniemi   |    | Finlande | MBA          | 26     | 0         |
| 9     | Lucio Pietroniro   |    | Belgique | MBA          | 25     | 0         |
| 10    | Olivier Liegeois   |    | Belgique | KLS          | 23     | 0         |

### Championnat 1985 catégorie 80 cm³
| Clas. | Pilote            | N° | Pays                 | Constructeur | Points | Victoires |
| ----- | ----------------- | -- | -------------------- | ------------ | ------ | --------- |
| 1     | Stefan Dörflinger | 1  | Suisse               | Krauser      | 86     | 2         |
| 2     | Jorge Martínez    | 4  | Espagne              | Derbi        | 67     | 3         |
| 3     | Gerd Kafka        |    | Autriche             | Casal        | 48     | 1         |
| 4     | Manuel Herreros   |    | Espagne              | Derbi        | 45     | 0         |
| 5     | Gerhard Waibel    | 5  | Allemagne de l'Ouest | Seel         | 35     | 0         |
| 6     | Ian McConnachie   |    | Royaume-Uni          | Krauser      | 33     | 0         |
| 7     | Theo Timmer       | 10 | Pays-Bas             | Huvo         | 21     | 0         |
| 8     | Henk van Kessel   |    | Pays-Bas             | Huvo         | 18     | 0         |
| 9     | Ángel Nieto       |    | Espagne              | Derbi        | 15     | 1         |
| 10    | Paul Rimmelzwaan  |    | Pays-Bas             | Casal        | 15     | 0         |